# 2019년 8월 7일 카불 폭탄 테러
2019년 8월 7일 카불 폭탄 테러에 관한 문서이다.
2019년 8월 7일 아프가니스탄 수도 카불의 경찰서 밖 보안 검문소에서 자살 차량 폭탄 테러가 발생했다. 폭발은 카불 서부의 시아파가 주로 거주하는 지역에서 이른 아침에 발생했다. 최소 14명이 사망하고 145명이 부상했으며 대부분 민간인이었다. 탈레반은 자신들의 자살 폭탄 테러범 중 한 명이 "모집 센터"를 공격했다며 이번 공격이 자신들의 소행이라고 주장했다. 이번 공격은 탈레반과 미국 간의 협상이 진행되던 중에 발생했다.